# Adiantum refractum
Adiantum refractum är en kantbräkenväxtart som beskrevs av Christ. Adiantum refractum ingår i släktet Adiantum och familjen Pteridaceae. Inga underarter finns listade.